# Fábio Santos Romeu
Fábio Santos Romeu (São Paulo, Brasil, 16 de septiembre de 1985) es un futbolista brasileño. Juega de defensa y su actual equipo es el S. C. Corinthians del Brasileirão de Brasil.

## Trayectoria
Inicios
Comenzó su carrera en el Sao Paulo FC desde las categorías inferiores. Fue promovido al primer equipo en 2003 siendo base importante del esquema del club en este período disputó la Copa Libertadores y el Copa Mundial de Clubes de la FIFA.
Pasa para la temporada de 2006 jugando para el Kashima Antlers, jugando 20 partidos y anotó tres goles. En 2007 regresó a Brasil para jugar en el Cruzeiro, pero no pudo ganarse un lugar en el primer equipo y salió del equipo. Después de eso, se llegó a un acuerdo de préstamo por un año con el AS Mónaco de la Ligue 1. En agosto de 2008, regresó de nuevo a Brasil después de no poder impresionar y firmó un contrato de dos años con el Santos.
Grêmio
Fue liberado de Santos en diciembre y fue fichado por el Grêmio.
Corinthians
Fue anunciado como jugador del Corinthians el 12 de enero de 2011 y siendo suplente de Roberto Carlos donde posteriormente este emigro para el fútbol ruso, en principios del año 2011, Santos ganó la posición, convirtiéndose en un jugador clave en los torneos siguientes. Él era una parte importante de las victorias en el Campeonato Brasileño de Fútbol 2011, Copa Libertadores 2012, Copa Mundial de Clubes de la FIFA 2012, Campeonato Paulista 2013 y la Recopa Sudamericana 2013.
Cruz Azul
El 18 de junio de 2015 se anunció que llegó a un acuerdo con el club mexicano Cruz Azul. Los valores de la transferencia no revelada. Anotó su primer gol en contra Chivas el 8 de marzo de 2015 en la victoria por 1-0.

### Clubes
| Club                | País                | Año           | Partidos | Goles | Media |
| ------------------- | ------------------- | ------------- | -------- | ----- | ----- |
| São Paulo F. C.     | Brasil              | 2003-2006     | 63       | 2     | 0.03  |
| Kashima Antlers     | Japón               | 2006          | 27       | 3     | 0.11  |
| Cruzeiro E. C.      | Brasil              | 2007          | 4        | 0     | 0     |
| AS Monaco FC        | Francia             | 2008          | 5        | 1     | 0.2   |
| Santos F. C.        | Brasil              | 2008          | 5        | 0     | 0     |
| Grêmio FBPA         | Brasil              | 2009-2010     | 55       | 4     | 0.07  |
| Corinthians         | Brasil              | 2011-2015     | 203      | 15    | 0.07  |
| Cruz Azul F. C.     | México              | 2015-2016     | 26       | 3     | 0.12  |
| Atlético Mineiro    | Brasil              | 2016-2020     | 114      | 8     | 0.07  |
| Corinthians         | Brasil              | 2020-         | 0        | 0     |       |
| Total en su carrera | Total en su carrera | 2003-presente | 388      | 28    | 0.07  |

## Selección nacional

### Categorías menores
Sub-20
| Mundial                               | Sede         | Resultado    |
| ------------------------------------- | ------------ | ------------ |
| Copa Mundial de Fútbol Sub-20 de 2005 | Países Bajos | Tercer lugar |

### Absoluta
| Mundial                                                          | Sede            | Resultado    |
| ---------------------------------------------------------------- | --------------- | ------------ |
| Clasificación de Conmebol para la Copa Mundial de Fútbol de 2018 | América del Sur | Primer lugar |

Partidos internacionales
|    | Fecha                    | Sede                                                | Resultado | Rival     | Competición                       |
| -- | ------------------------ | --------------------------------------------------- | --------- | --------- | --------------------------------- |
| 1. | 19 de septiembre de 2012 | Estádio Serra Dourada, Goiânia, Brasil              | 2–1       | Argentina | Superclásico de las Américas 2012 |
| 2. | 15 de noviembre de 2012  | MetLife Stadium, Nueva Jersey, Estados Unidos       | 1–1       | Colombia  | Amistoso                          |
| 3. | 21 de noviembre de 2012  | Estadio Alberto J. Armando, Buenos Aires, Argentina | 1(4)–2(3) | Argentina | Superclásico de las Américas 2012 |

## Palmarés

### Torneos regionales
| Título              | Club             | Estado             | Año  |
| ------------------- | ---------------- | ------------------ | ---- |
| Campeonato Paulista | São Paulo F. C.  | São Paulo          | 2005 |
| Campeonato Gaucho   | Grêmio FBPA      | Río Grande del Sur | 2010 |
| Campeonato Paulista | SC Corinthians   | São Paulo          | 2013 |
| Campeonato Mineiro  | Atlético Mineiro | Minas Gerais       | 2017 |
| Campeonato Mineiro  | Atlético Mineiro | Minas Gerais       | 2020 |

### Torneos nacionales
| Título  | Club           | País   | Año  |
| ------- | -------------- | ------ | ---- |
| Serie A | SC Corinthians | Brasil | 2011 |
| Serie A | SC Corinthians | Brasil | 2015 |

### Torneos internacionales
| Título                            | Club (*)            | Sede         | Año  |
| --------------------------------- | ------------------- | ------------ | ---- |
| Copa Libertadores                 | São Paulo F. C.     | São Paulo    | 2005 |
| Copa Mundial de Clubes de la FIFA | São Paulo F. C.     | Yokohama     | 2005 |
| Copa Libertadores                 | SC Corinthians      | São Paulo    | 2012 |
| Superclásico de las Américas      | Selección de Brasil | Buenos Aires | 2012 |
| Copa Mundial de Clubes de la FIFA | SC Corinthians      | Yokohama     | 2012 |
| Recopa Sudamericana               | SC Corinthians      | São Paulo    | 2013 |